# Вінценц Шетль
Вінценц Шьоттль (нім. Vinzenz Schöttl; 30 червня 1905, Ельзендорф - 28 травня 1946, Ландсберг-ам-Лех) - службовець концтаборів, оберштурмфюрер резерву військ СС (1942).

## Біографія
В листопаді 1928 року вступив у НСДАП (партійний квиток №104 083), повторно вступив у лютому 1931 року. В січні 1931 року вступив у СС (особистий номер 5 630). В 1933 році посутпив на службу в концтабір Дахау. З 1937 року - керівник притулку для бездомних. 
В 1940 році певний час працював у гетто Любліна, згодом був переведений в КТ Ноєнгамме, потім - у Майданек. З липня 1942 по січень 1945 року - комендант КТ Аушвіц III Мановіц. З 3 лютого до кінця квітня 1945 року - заступник коменданта Дахау.
15 листопада 1945 постав перед американським військовим трибуналом. Під час одного із процесів над службовцями Дахау був визнаний винним у вбивствах і жорстокому поводженні з ув'язенними і засуджений до смертної кари. Суд встановив, що злочини були здійснені з особистої ініцаіативи Шьоттля. Повішений у Ладсберзькій в'язниці.

## Нагороди
- Спортивний знак СА в бронзі
- Німецька імперська відзнака за фізичну підготовку в сріблі
- Кільце «Мертва голова»
- Йольський свічник
- Хрест Воєнних заслуг 2-го класу з мечами (1 вересня 1942)